# Frente Guasú

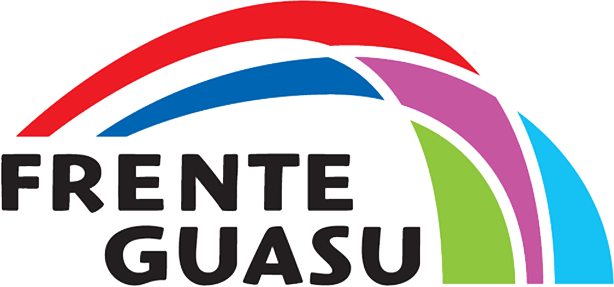
Logo da Frente Guasú

Frente Guasú (FG) é uma união de partidos de esquerda e centro-esquerda do Paraguai criada em 20 de março de 2010. Foi formada pela Aliança Patriótica para a Mudança, união que levou Fernando Lugo ao poder. Após as eleições de 2013, posicionou-se como a terceira força política no país. As principais pautas da aliança são a reforma agrária, soberania energética, distribuição de renda e a universalização da saúde pública.